# Новоалександровка (Сулинское сельское поселение)
Новоалександровка — хутор в Миллеровском районе Ростовской области. Входит в состав Сулинского сельского поселения.

## География
На хуторе имеется одна улица: Горная.

## История
По первой Всероссийской переписи населения, проводимой в 1897 году, в составе Терновской волости числился хутор Ново-Александровский. В хуторе было 49 дворов, в которых проживало 156 мужчин и 149 женщин.

## Население
| 2010 |
| ---- |
| 62   |

## Достопримечательности
Территория Ростовской области была заселена еще в эпоху неолита. Люди, живущие на древних стоянках и поселениях у рек, занимались в основном собирательством и рыболовством. Степь для скотоводов всех времён была бескрайним пастбищем для домашнего рогатого скота. От тех времен осталось множество курганов с захоронениями  жителей этих мест. Курганы и курганные группы находятся на государственной охране.
Поблизости от территории хутора Новоалександровка Миллеровского района расположено несколько достопримечательностей – памятников археологии. Они охраняются в соответствии с Федеральным законом от 25.06.2002 N 73-ФЗ "Об объектах культурного наследия (памятниках истории и культуры) народов Российской Федерации", Областным законом от 22.10.2004 N 178-ЗС "Об объектах культурного наследия (памятниках истории и культуры) в Ростовской области", Постановлением Главы администрации РО от 21.02.97 N 51 о принятии на государственную охрану памятников истории и культуры Ростовской области и мерах по их охране и др. 
- Курган "Кардашов1". Находится на расстоянии около 5 км к северо-западу от хутора Ново-Александровка.
- Курган "Степанов". Находится на расстоянии около 4,3 км к западу-юго-западу от хутора Ново-Александровка.
- Курганная группа "Голянин" из 3 курганов. Находится на расстоянии около 4,0 км к востоку от хутора Ново-Александровка.
- Курганная группа "Стрепетов II" из 5 курганов. Находится на расстоянии около 6,4 км к юго-западу от хутора Ново-Александровка.
- Курганная группа"Шапкина могила" из 5 курганов. Находится на расстоянии около 3,5 км к западу от хутора Ново-Александровка[3].